# Карл Фауленбах
Карл Фауленбах (нім. Karl Faulenbach; 3 жовтня 1893, Ганау — 22 листопада 1971, Штутгарт) — німецький воєначальник, генерал-лейтенант вермахту. Кавалер Німецького хреста в золоті.

## Біографія
21 березня 1912 року поступив на службу в Імперську армію. Учасник Першої світової війни. Після демобілізації армії залишений у рейхсвері. З 1 червня 1939 року — командир 14-го, з 5 жовтня 1940 року — 419-го піхотного полку. 10 березня 1942 року відправлений у резерв ОКГ. З 1 травня 1942 року — командир 296-ї піхотної дивізії. 1 січня 1943 року знову відправлений у резерв ОКГ. 31 січня 1943 року відряджений у штаб групи армій «B». 1 березня 1943 року знову відправлений у резерв ОКГ. З 1 травня 1943 року — командир 356-ї піхотної дивізії. 10 грудня 1944 року знову відправлений у резерв ОКГ. З 27 грудня — командир дивізії №401. 9 лютого 1945 року знову відправлений у резерв ОКГ. 20 лютого відряджений у 5-й військовий округ як командир дивізії №405. 8 травня взятий в полон. В жовтні 1947 року звільнений.

## Звання
- Фанен-юнкер (21 березня 1912)
- Фенріх (19 листопада 1912)
- Лейтенант (19 серпня 1913)
- Обер-лейтенант (5 жовтня 1916)
- Гауптман (1 лютого 1924)
- Майор (1 жовтня 1933)
- Оберст-лейтенант (1 квітня 1936)
- Оберст (1 січня 1939)
- Генерал-майор (8 квітня 1942)
- Генерал-лейтенант (21 січня 1943)

## Нагороди
- Залізний хрест
  - 2-го класу (14 жовтня 1914)
  - 1-го класу (23 лютого 1916)
- Хрест «За військові заслуги» (Австро-Угорщина) 3-го класу з військовою відзнакою (28 червня 1917)
- Нагрудний знак «За поранення» в чорному
- Почесний хрест ветерана війни з мечами (15 січня 1935)
- Медаль «За вислугу років у Вермахті»
  - 4-го, 3-го і 2-го класу (18 років) (2 жовтня 1936) — отримав 3 медалі одночасно.
  - 1-го класу (25 років) (21 березня 1937)
- Медаль «За Атлантичний вал» (15 березня 1940)
- Застібка до Залізного хреста
  - 2-го класу (24 травня 1940)
  - 1-го класу (14 червня 1940)
- Медаль «За зимову кампанію на Сході 1941/42» (27 серпня 1942)
- Німецький хрест в золоті (13 вересня 1942)